# جانيت ديلاني
جانيت ديلاني (بالإنجليزية: Janet Delaney)‏ هي مصورة أمريكية، ولدت في 1952.